# 點格棋
點格棋（Dots and Boxes，又名Boxe、 Squares、Paddocks、Square-it
Dots and Dashes、Dots、Smart Dots、Dot Boxing、the Dot Game），或譯圍地盤，是法國數學家愛德華·盧卡斯在1891年推出的兩人紙筆遊戲，也可作為棋類。

## 規則
- 先在紙上劃上排列為方形的點群。

- 每方輪流以縱或橫方向畫一條直線連結兩點，但不能畫在已被佔領區域內。當畫線使一區域封閉時，在區域內畫一該玩家符號，表示佔領。

- 當無法再畫線時，遊戲結束。何玩家佔領的總區域最大獲勝。[2]

### 變體規則
- 每四點間寫有一分數。將區域封閉起來時，除佔領外，獲得該區域的所有分數，並且必須再畫額外連兩點。遊戲結束。改以何玩家獲得的總分最高獲勝[3]。

## 其他
- 作為棋類時，其棋具為有長方形凹槽與圓點的棋盤。可以放長條物進去長方形凹槽表示畫線，放小樁子在圓點洞表示佔領。

- 也有六角型版的變體，稱為Honeycomb[4]。

- 台北市亦有學生在2011年中小學科展中提出其三角形的變體，發現勝負規率較容易尋找，最後獲得優等獎。[來源請求]

## 外部連結
- 遊戲介紹 （页面存档备份，存于）
- 線上遊戲，變體
- 遊戲下載
- HTML5遊戲 （页面存档备份，存于）